# Rancho Nuevo, San Cristobal De Casas
Rancho Nuevo är en ort i Mexiko.   Den ligger i kommunen San Cristobal De Casas och delstaten Chiapas, i den sydöstra delen av landet, 800 km öster om huvudstaden Mexico City. Rancho Nuevo ligger 2 344 meter över havet och antalet invånare är 339.
Terrängen runt Rancho Nuevo är kuperad åt nordost, men åt sydväst är den bergig. Runt Rancho Nuevo är det tätbefolkat, med 459 invånare per kvadratkilometer. Närmaste större samhälle är San Cristóbal de las Casas, 11,1 km nordväst om Rancho Nuevo. I omgivningarna runt Rancho Nuevo växer i huvudsak städsegrön lövskog.